# Menthon
Pour les articles homonymes, voir Menthon (homonymie).
Le Menthon est une rivière située dans le département de l'Ain, dans la région Auvergne-Rhône-Alpes, et un affluent droit  de la Veyle, donc un sous-affluent du Rhône par la Saône.

## Géographie
D'une longueur de 13,1 kilomètres, le Menthon coule globalement de l'est vers le sud-ouest. Elle prend sa source sur la commune de Confrançon à 199 mètres d'altitude, et s'appelle le Bief de l'Attaque sur cette commune source. 
Il conflue sur la commune de Saint-Jean-sur-Veyle, avec la Veyle, à 181 mètres d'altitude, près des lieux-dits le Moulin Grand et les Rippes.
Le Menton passe sous l'autoroute française A40 dite l'autoroute blanche sur la commune de Saint-Cyr-sur-Menthon à moins de deux kilomètres du péage de Saint-Genis-sur-Menthon.

### Communes et cantons traversés

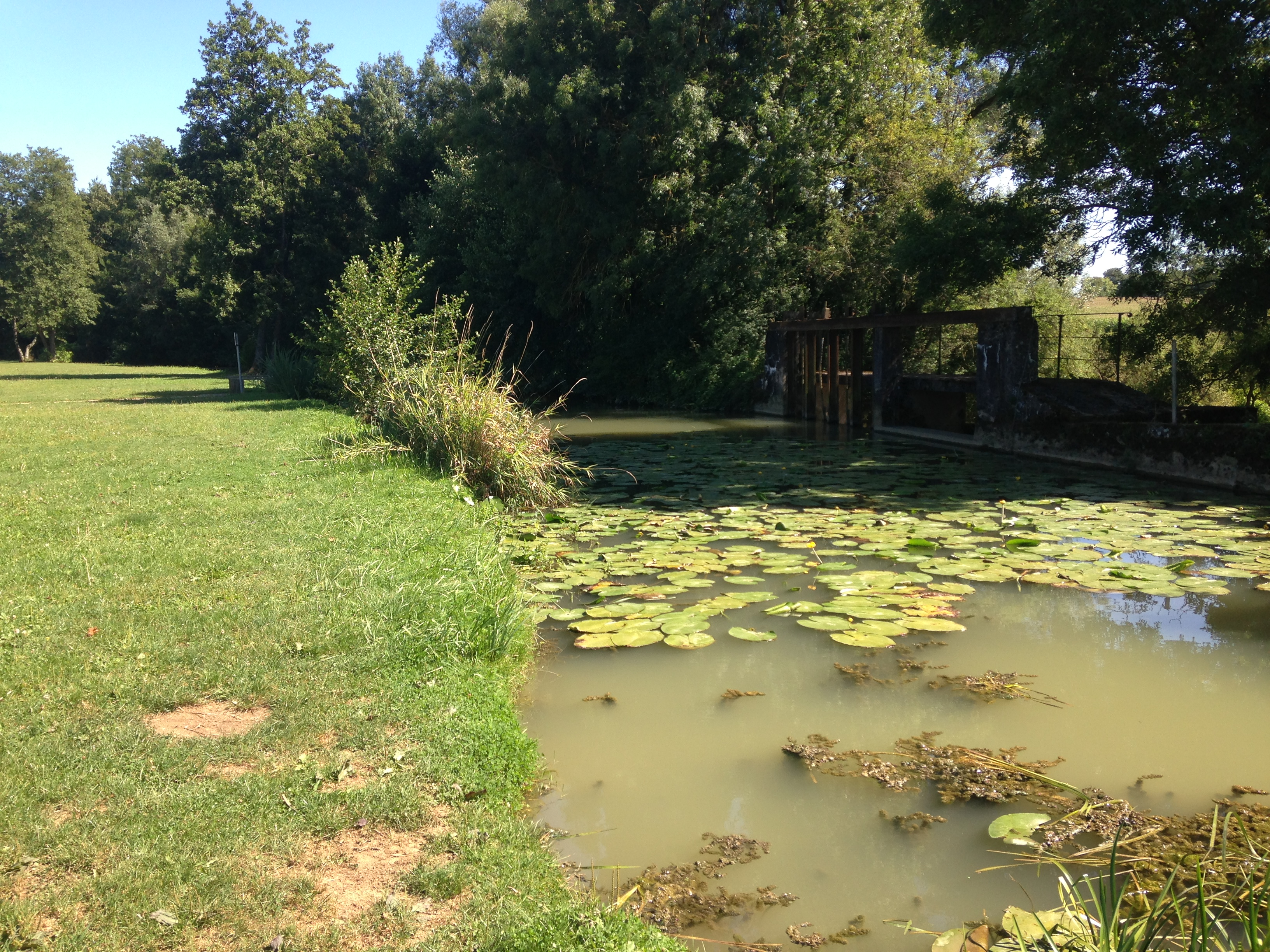
Le Menthon au sud du bourg de Saint-Cyr.

Dans le seul département de l'Ain, le Menthon traverse six communes et deux cantons : 
- dans le sens amont vers aval :  Confrançon (source), Saint-Didier-d'Aussiat, Saint-Genis-sur-Menthon, Saint-Cyr-sur-Menthon, Perrex, Saint-Jean-sur-Veyle (confluence)[note 1].

Soit en termes de cantons, le Menthon prend source sur le canton d'Attignat, traverse et conflue sur le canton de Vonnas, le tout dans l'arrondissement de Bourg-en-Bresse.
Son bassin versant s'étend aussi sur le canton de Châtillon-sur-Chalaronne.

### Toponymes
Le Menthon a donné son hydronyme à deux communes qu'elle traverse : Saint-Genis-sur-Menthon, Saint-Cyr-sur-Menthon.

### Bassin versant
Le bassin versant du Menthon est sur six communes, pour 5 861 habitants sur une superficie de 84 km2 avec une densité de 69,6 hab/km2 et à 202 m d'altitude moyenne.

### Organisme gestionnaire
Cinquante-deux communes font partie du bassin versant de la Veyle, dont cinquante-et-une adhèrent au Syndicat Mixte Veyle Vivante pour une superficie de 672 km2.

## Affluents

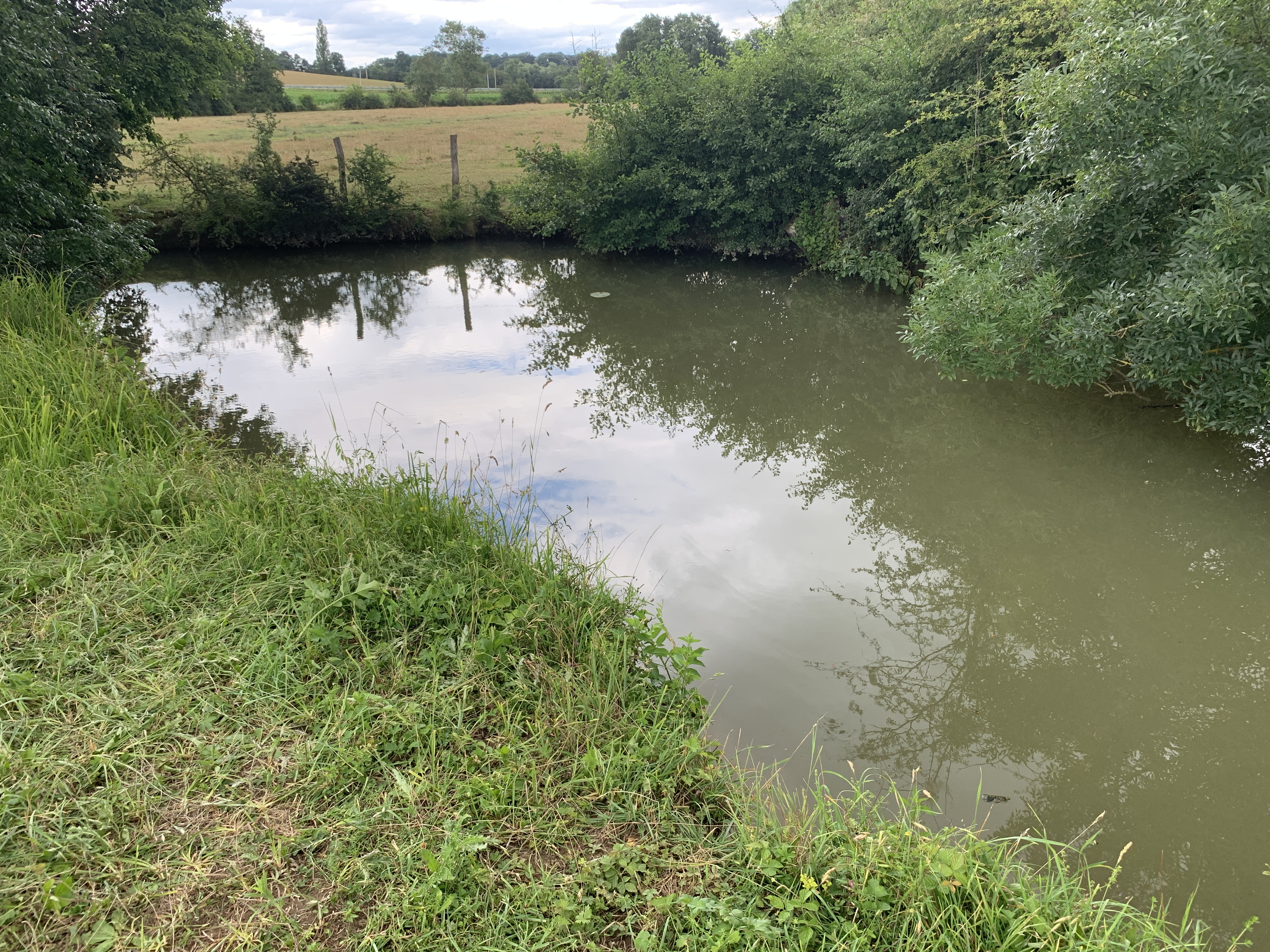
Le bief de Cheval-Queue à Saint-Cyr-sur-Menthon près du confluent.

Le Menthon a un affluent référencé :
- le Bief de Cheval-Queue ou Bief de Montlessard (rg[note 2]) 8,8 km[7] sur les quatre communes de Confrançon, Mézériat, Saint-Genis-sur-Menthon, Saint-Cyr-sur-Menthon avec un affluent :
  - le Bief de Menthon ou Bief de Passolard ou Bief de Corrian ou Bief de l'Étang Colomb (rd) 10,8 km[8] sur les quatre communes de Confrançon, Curtafond, Polliat et Saint-Genis-sur-Menthon[9] avec un affluent :
    - le Bief de l'Étang Gayand ou Bief de l'Étang (rg) 3 km sur les trois communes de Confrançon, Curtafond, Polliat.

### Rang de Strahler
Donc son rang de Strahler est de quatre.

## Étymologie
Son nom viendrait probablement du celte ment voulant dit rocher ou du latin et du nom de la personne Mento.